# Bude (Cornwall)
Bude ist eine Ortschaft an der Nordküste der Grafschaft Cornwall nahe der Grenze zur Grafschaft Devon im Südwesten Englands. Der Ort ist rechts und links des Flusses Neet angesiedelt und hat sich dank der ausgedehnten Sandstrände beiderseits der Flussmündung in neuerer Zeit zu einem bevorzugten Ferienort entwickelt. Die Zersiedlung durch Ferienhäuser und Hotels hielt sich dabei jedoch in Grenzen.

## Stadtentwicklung
In der zweiten Hälfte der Regierungszeit Königin Victorias entdeckte Englands Mittelklasse den Reiz eines Bades im Meer. Außerdem förderte die romantische Verklärtheit dieser Epoche die Begeisterung für wilde Landschaften und für die im Norden Cornwalls heimische Artus-Legende. Die London and South Western Railway reagierte 1879 auf diesen Trend mit der Ausweitung ihres Netzes bis Holsworthy. Von dort gelangten die Urlauber per Pferdekutsche nach Bude, bis dann 1898 auch dieses letzte Stück auf dem Schienenweg zurückgelegt werden konnte. Im Zuge dieser Entwicklung florierte zwar der Tourismus in Bude, jedoch stellte die Stadt nie eine ernsthafte Konkurrenz für Newquay und die Feriengebiete in Süd-Cornwall oder Devon dar.

## Wirtschaft und Infrastruktur
Der Ort ist Landpunkt für das transatlantische Apollo-Glasfaserkabel und das TAT-14. Hier befindet sich eine Station des GCHQ.

## Sehenswürdigkeiten
1825 wurde im Ort, parallel zum Fluss ein heute noch existierender Kanal angelegt. Auf ihm wurden Seetang und Kalziumkarbonat enthaltender Sand für die Verbesserung des sauren Bodens in Cornwall sowie Schiefer und Granit für den Export landeinwärts transportiert. Ein Großteil der Ausstellung im Bude-Stratton Town Museum dreht sich um den Bude-Kanal und die damals verwendeten speziellen "Tub Boats" (tub = Wanne).
Hinter dem Museum, nahe dem Strand, erhebt sich das zinnenbewehrte Bude Castle. Es wurde 1850 von dem ortsansässigen Erfinder und Philanthropen Sir Goldsworthy Gurney erbaut.
Der Nachbarort Stratton bildet zusammen mit Bude zwar eine Kommune, das Ortsbild zeigt aber einen ganz eigenen Charakter. Malerisch gruppieren sich Häuser und Cottages um den Ortskern mit dem historischen Pub "The Tree Inn". In diesem Gebäude hatten 1643 während des Englischen Bürgerkrieges die in der Schlacht von Stratton siegreichen Royalisten ihr Hauptquartier. Ihr Befehlshaber, Sir Bevil Grenville, fiel kurze Zeit später und wurde in der Kirche von Kilkhampton beigesetzt.

## Persönlichkeiten
- Archie Jewell (1888–1917), Mitglied der Besatzung der Titanic

## Galerie

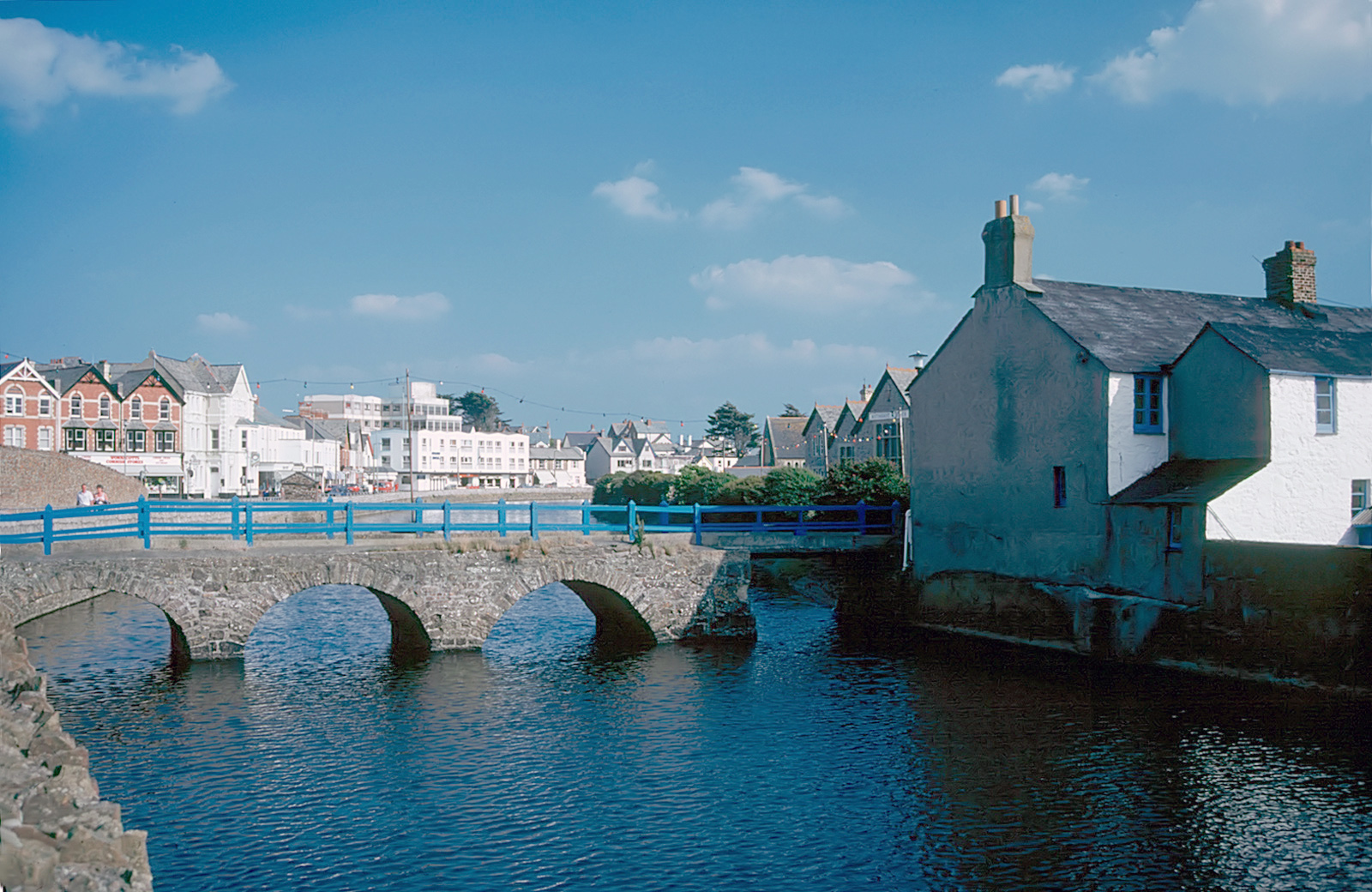
Brücke über den Fluss Neet
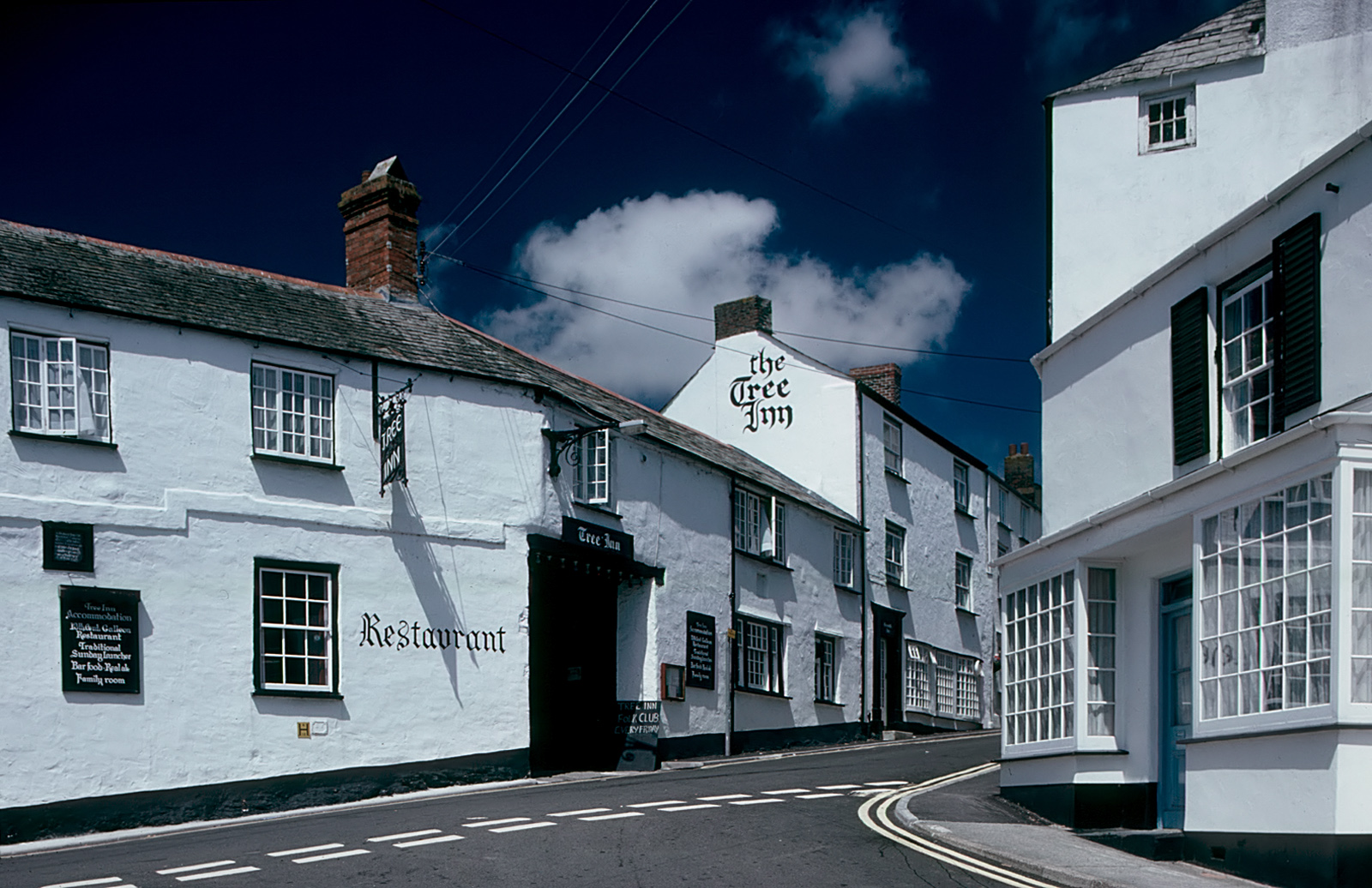
Historischer Pub in Bude-Stratton
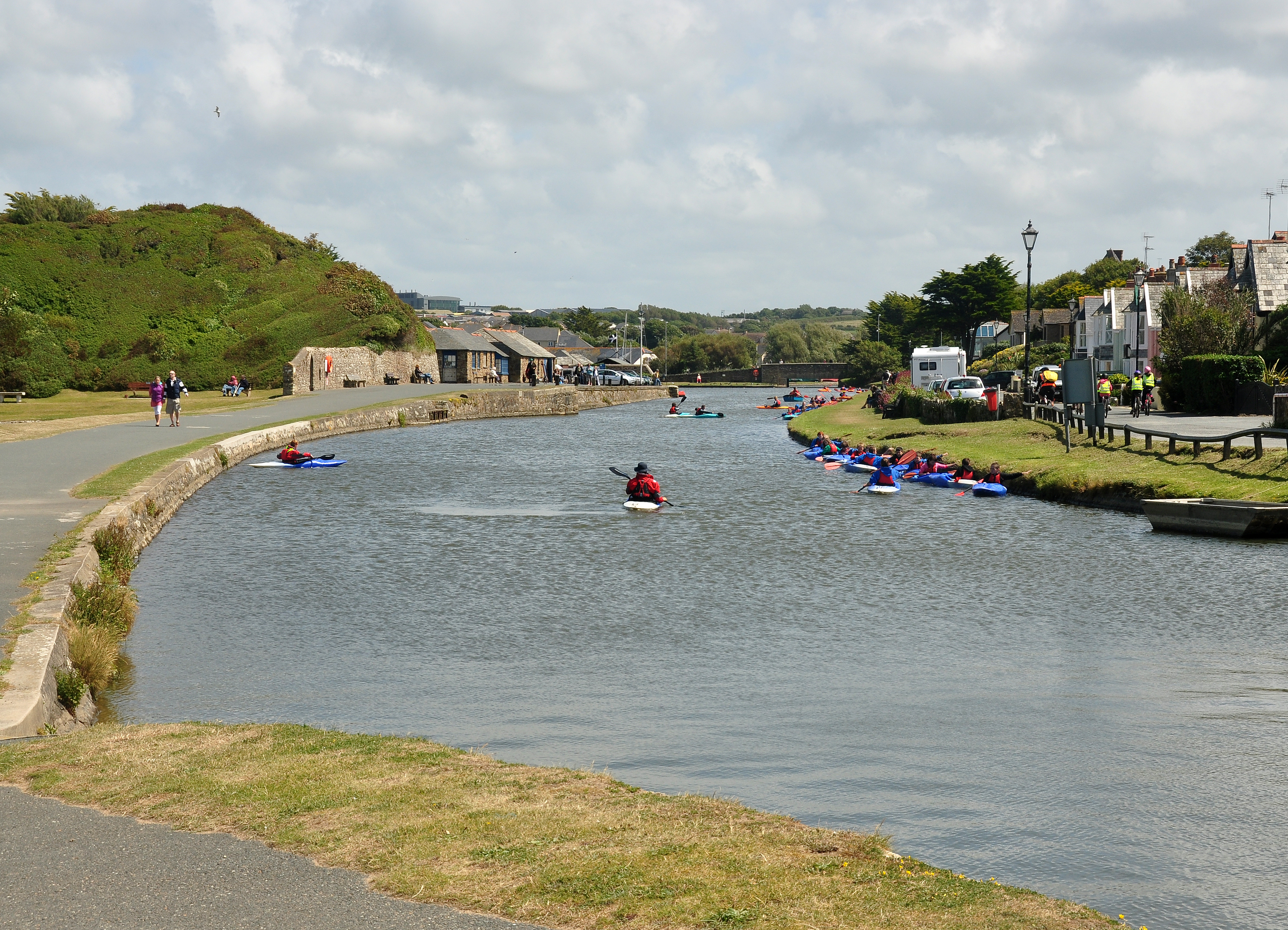
Bude Canal
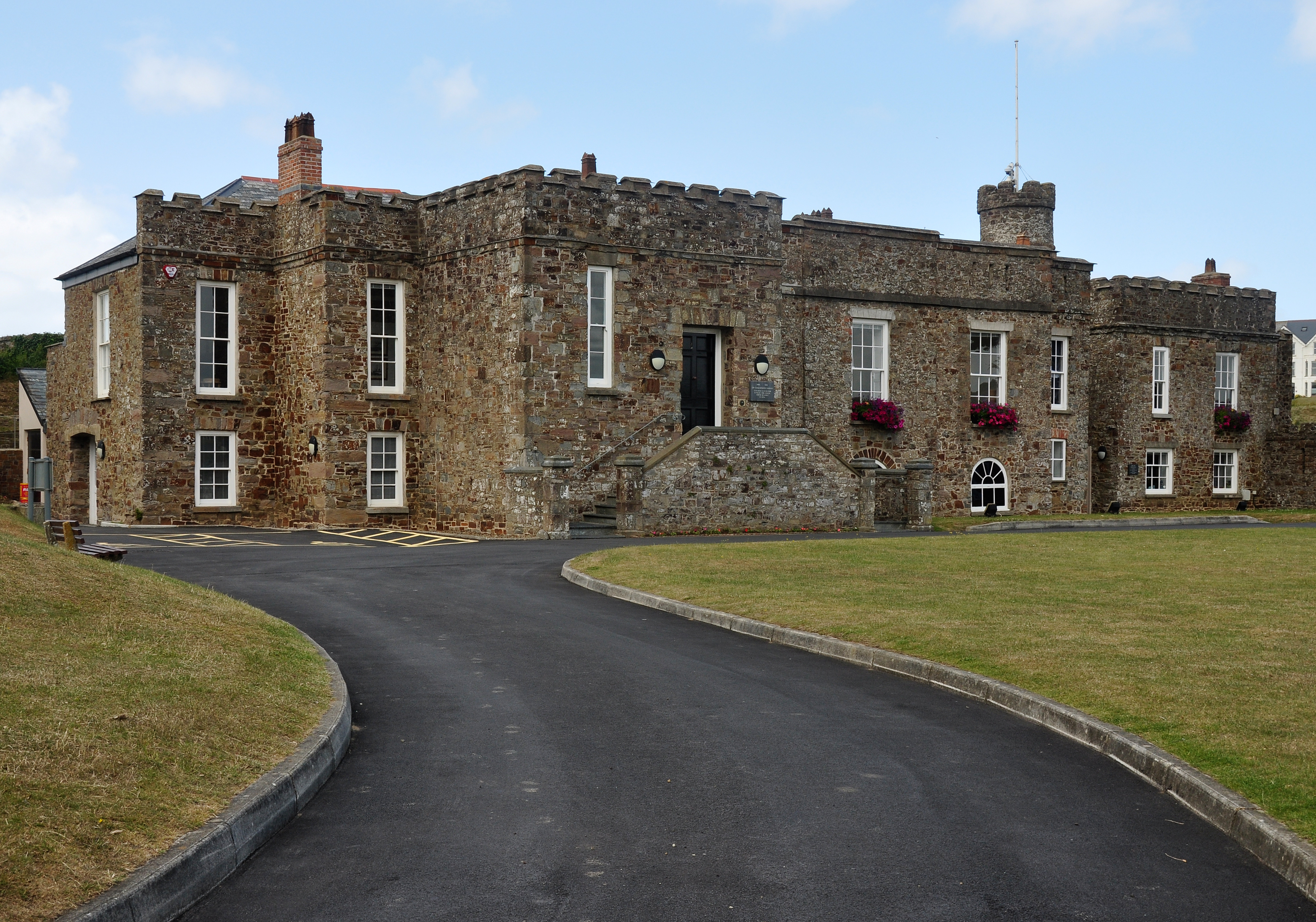
Bude Castle